# Tonin chilijski
Tonin chilijski, delfin chilijski, delfin czarny (Cephalorhynchus eutropia) – gatunek ssaka z rodziny delfinowatych (Delphinidae). Zamieszkuje wody u wybrzeży Chile, zabłąkane osobniki możne spotkać pobliżu wybrzeży Argentyny. Posiada czarny grzbiet i biały brzuch. Charakteryzuje się niską płetwą grzbietową i krótkim pyskiem. Długość ciała ok. 160 cm, masa ciała 25–75 kg.